# Mosede Kirke
Mosede Kirke ligger på Lilleholm i Greve Kommune

## Historie
Tekst mangler, hjælp os med at skrive teksten

## Kirkebygningen
- Mosede Kirke

## Interiør
Tekst mangler, hjælp os med at skrive teksten

## Eksterne kilder og henvisninger
- Mosede Kirke hos KortTilKirken.dk